# محمد بیرانوند (تیرانداز)
محمد بیرانوند (متولد ۴ شهریور ۱۳۸۷ در بروجرد) ورزشکار رشته تیراندازی تراپ و عضو تیم ملی تیراندازی ایران می‌باشد. وی در مسابقات انتخابی قاره‌ای المپیک ۲۰۲۴، موفق به کسب اولین سهمیه المپیک تاریخ ورزش ایران در رشته تراپ شد. 

## کسب سهمیه المپیک
بیرانوند با ۱۵ سال ۴ ماه ۲۱ روز به جوان‌ترین ورزشکار ایرانی در تاریخ ادوار المپیک تبدیل شد که سهمیه کسب کرده‌است.